# رولز-رویس آربی۱۰۸
رولز-رویس آربی۱۰۸ (به انگلیسی: Rolls-Royce RB108) یک موتور هواگرد ساختِ کارخانهٔ رولز-رویس لیمیتد در کشور بریتانیا است.